# 宇治山田駅
宇治山田駅（うじやまだえき）は、三重県伊勢市岩渕二丁目にある、近畿日本鉄道（近鉄）の駅である。駅番号はM74。

## 概要
1931年の参宮急行電鉄（のちの近鉄大阪線・山田線）全通に際し、宇治山田市（現・伊勢市）の新たな玄関口となる伊勢神宮の最寄りのターミナル駅として、前年に開かれた「御遷宮奉祝神都博覧会」の会場跡地に開設された。隣の伊勢市駅（旧・山田駅）とともに伊勢神宮外宮の最寄駅である。
駅名は開業当時の旧市名にちなむ。宇治山田市とは「宇治」と「山田」の合成地名であり、山田とは当駅界隈を含む伊勢神宮外宮の鳥居前町、宇治とは伊勢神宮内宮の鳥居前町（最寄駅は隣の五十鈴川駅）を指す。
当時から長距離列車の始終着駅として賑わい、また構内に貴賓室があり、天皇や内閣総理大臣の伊勢神宮参拝の際の乗降駅となっている。駅長が置かれ、山田線櫛田駅 - 当駅間ならびに鳥羽線当駅 - 五十鈴川駅間の各駅を管理している。

### 乗り入れ路線
山田線と鳥羽線の2路線の接続点。
直通運転を主体としており、大阪・京都・名古屋方面と五十鈴川・賢島方面の間で特急・快速急行・急行が通る。普通列車も基本的に山田線伊勢中川駅 - （鳥羽線） - 志摩線賢島駅間の運転である。

## 歴史
参宮急行電鉄（参急）によって現在の近鉄大阪線・山田線にあたる大阪から伊勢神宮への参拝ルートが開かれた時、当初はこの駅の工事の遅れから隣の鉄道省山田駅（今の伊勢市駅）を暫定ターミナルとした。同社の桜井 - 山田間開業から3ヶ月たってようやく宇治山田のターミナル駅が完成し、全通に至った。開業から5日後には、この駅で参急線の全通披露会と参急の親会社で直通運転を行っていた大阪電気軌道（大軌）の創立20周年祝賀会が催されている。
当時としては壮大であった高架ターミナル駅（詳細は#駅構造を参照）は伊勢のみならず大阪人の羨望も集め、「伊勢では電車も高天原に着く」と洒落て呼ばれた。当時、大阪上本町 - 宇治山田間の所要時間は2時間半、運賃は2円39銭であった。
開業時より半櫛形ホームで、3・4番線は将来の延伸を考慮したものになっていた。この時点では鳥羽線の建設計画はなかったものの、皇大神宮（内宮）までの延伸を計画していた。しかしこれは「余りにも恐れ多い」という理由で着工に至らず、結局ここから先へ線路が延伸されたのは開業から38年後の鳥羽線開業時であった。

### 年表
- 1931年（昭和6年）3月17日：参宮急行電鉄（参急）の山田（現在の伊勢市） - 宇治山田間開通に伴い、終着駅として開業[7][8]。
- 1941年（昭和16年）3月15日：大阪電気軌道（大軌）が参宮急行電鉄を合併、関西急行鉄道（関急）が発足[7][8]。線路名称の改定により山田線所属駅となる[9]。
- 1944年（昭和19年）6月1日：関急が南海鉄道（現在の南海電気鉄道の前身）と合併、近畿日本鉄道（近日→近鉄）の駅となる[7][8]。
- 1948年（昭和23年）7月18日：特急列車の乗り入れ開始[8]。
- 1953年（昭和28年）9月30日：2線を増設し、3面4線となる[8]。
- 1960年（昭和35年）1月20日：特急による名古屋 - 宇治山田間直通運転開始[8][10]。
- 1966年（昭和41年）12月20日：特急による京都 - 宇治山田間直通運転開始[8]。
- 1969年（昭和44年）12月15日：鳥羽線宇治山田 - 五十鈴川間開業[7][8]。実質的に途中駅となる。
- 1990年（平成2年）11月18日：午前3時5分頃、駅構内2か所で爆発が発生[11]。天皇の伊勢訪問を前にした過激派によるゲリラ事件と見られ、始発から11時頃まで運休となった[12]。
- 1992年（平成4年）：大規模な改修工事を開始[13]。
- 1993年（平成5年）9月：28億円をかけた駅舎の改修工事が完了[13]。自動改札機の導入、バリアフリー化を実施[8]。
- 2001年（平成13年）12月15日：国の登録有形文化財に登録[8]。
- 2007年（平成19年）4月1日：PiTaPa使用開始[8][14]。
- 2012年（平成24年）11月22日：駅構内にショッピングモール「Time's Place うじやまだ」がオープン[8][15]。駅前広場整備工事が完了し、歩道橋の撤去と横断歩道の新設、バス・タクシーと自家用自動車のロータリーの完全分離が実現した[16][17][18]。

## 駅構造

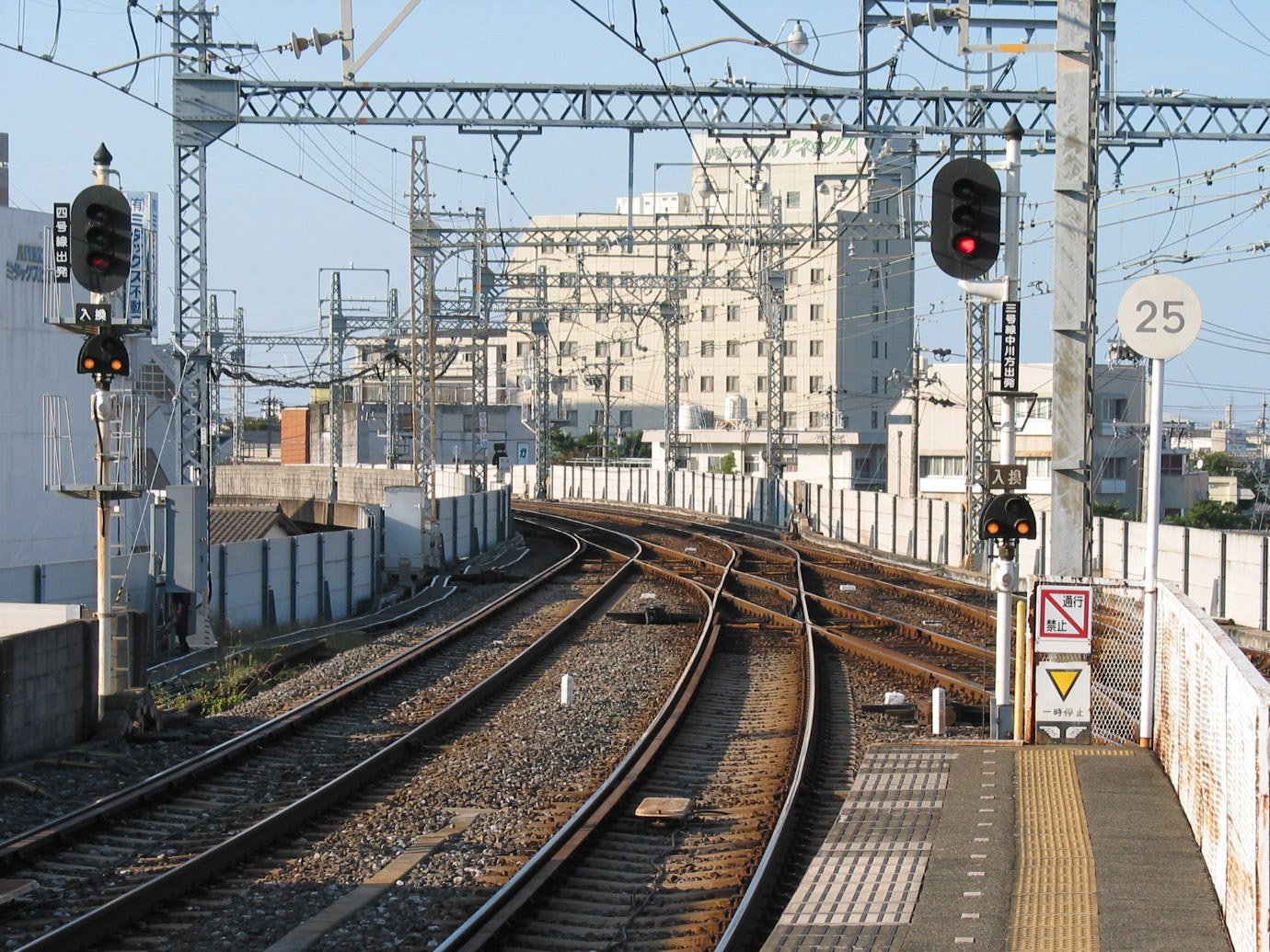
3番線より伊勢中川方向を撮影
架線柱の接続部分を八角形にすることで、線路を増設して内宮まで延伸できる余地を残している。

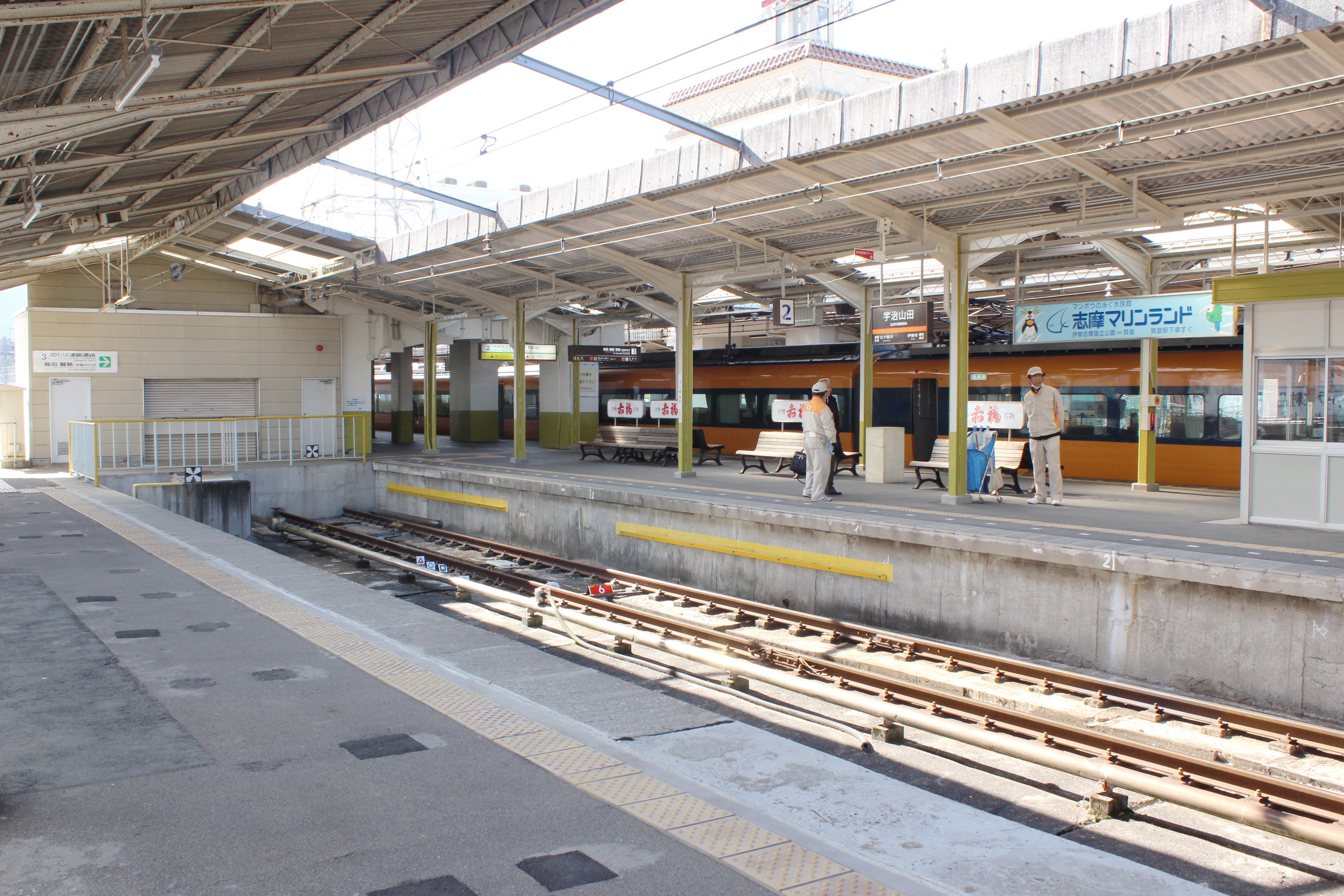
行き止まり式の1・2番線、奥に見えるのが3番線

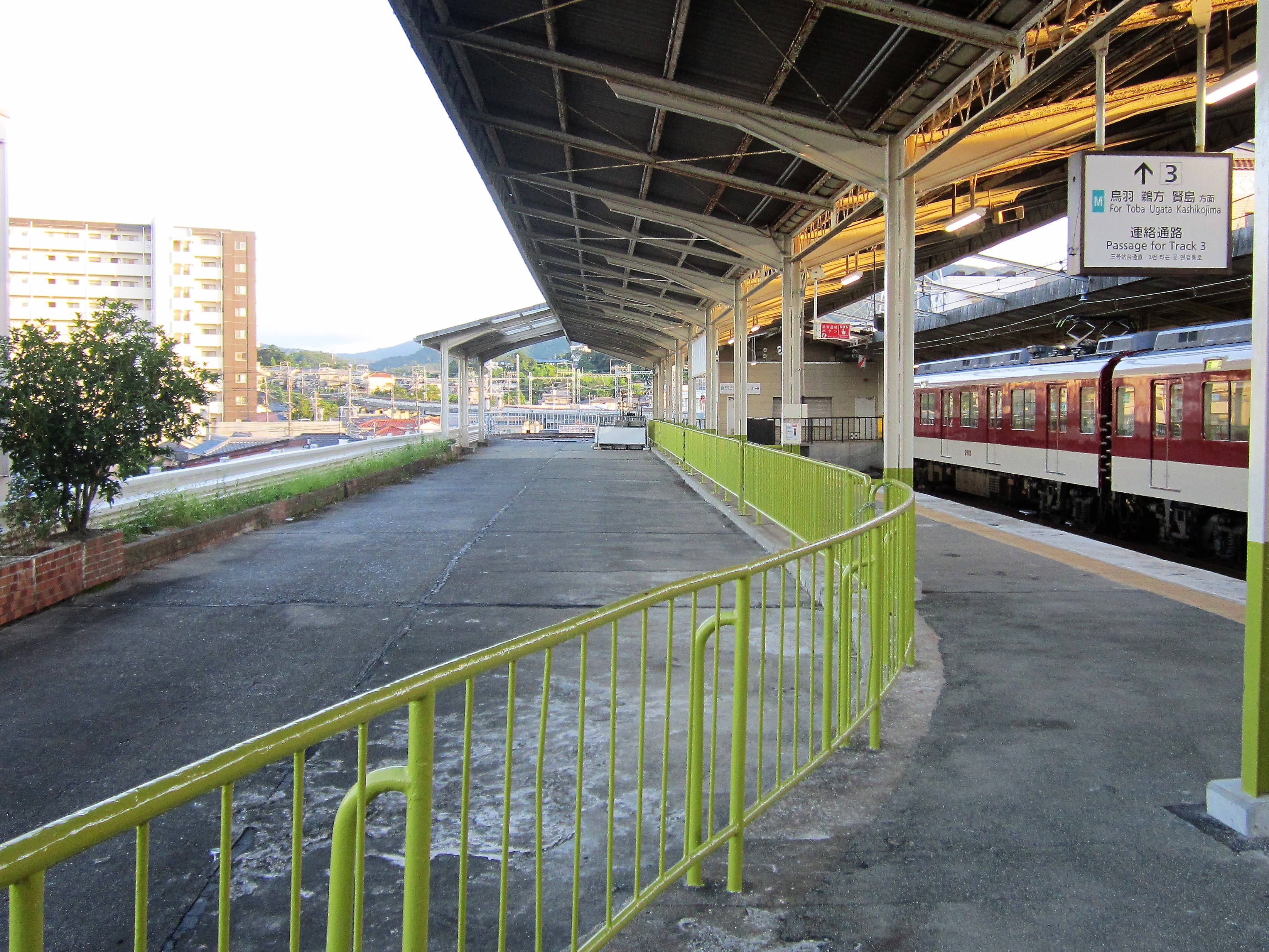
バス乗り場跡

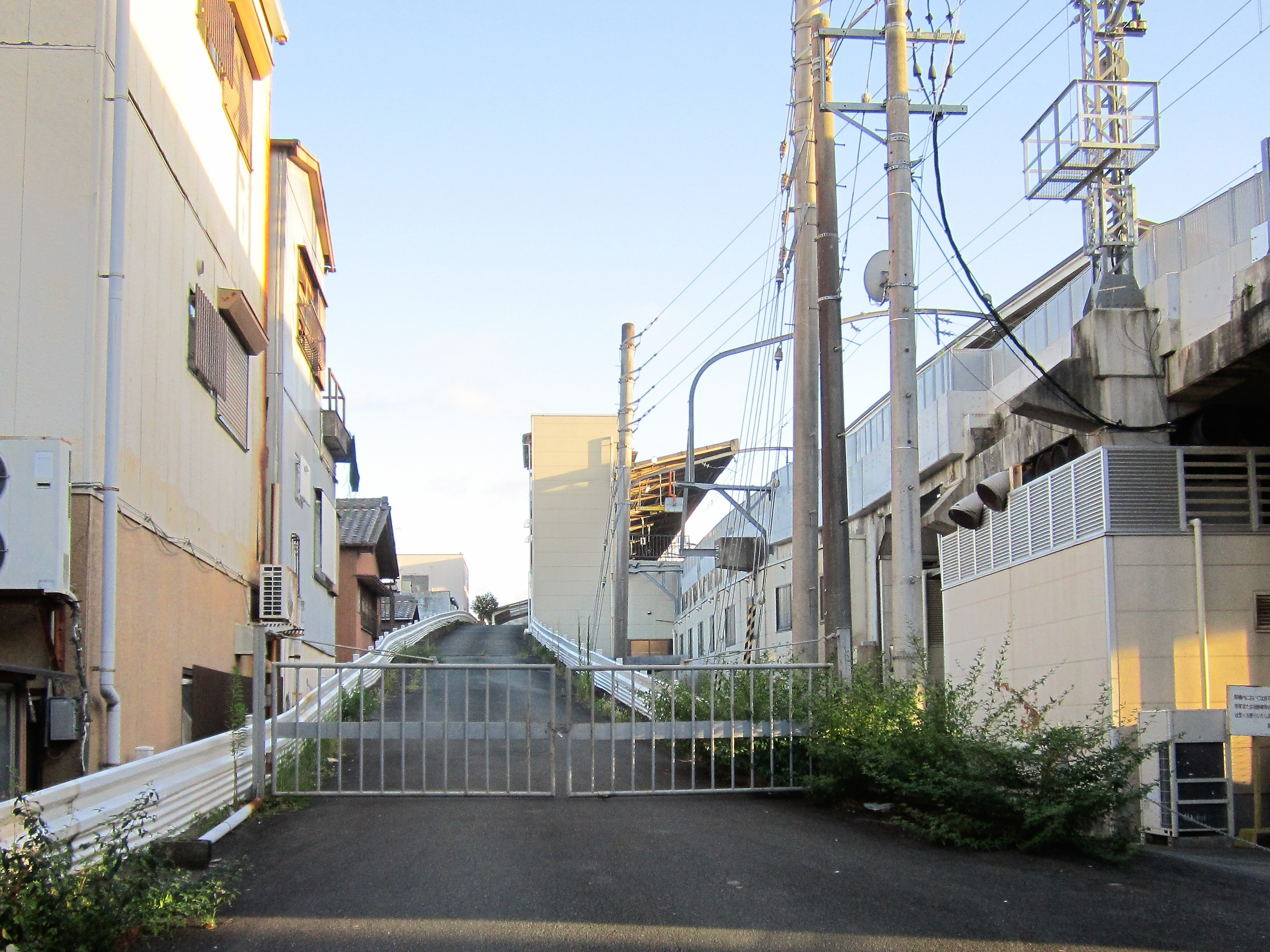
バス乗り場跡へ続くスロープ

駅舎は開業当時からの鉄骨鉄筋コンクリート造3階建て（塔屋を含めると5階建て）で、同じ1931年（昭和6年）に開業した東武鉄道浅草駅や、1932年（昭和7年）竣工の南海電気鉄道難波駅（南海ビルディング）をも手がけた久野節の設計 による近代建築である。施工は大林組で、建築面積は3,201 m2ある。幅128 mの堂々たる駅舎外部壁面はクリーム色のテラコッタ・タイルで全面装飾され、入口上部には八角形の窓が並ぶ。屋根は茶色のスペイン瓦を使用している。天井の高いコンコース共々、デザインに優れた昭和初期の名建築と評価されており、駅舎本屋は2001年（平成13年）に国の登録有形文化財に登録された。第1回中部の駅百選選定駅。
高架駅であるが入口は1階の西側しかなく、駅の東側からは直にホームへ行くことはできない。これは1961年（昭和36年）1月まで三重交通神都線が営業していた名残で、当駅の東側に車両の点検・改造を行っていた「岩渕車庫」があったためである。
2階には改札口のほか、皇族や内閣総理大臣等が利用する貴賓室も設けられている。3階は片面単式ホーム1面と櫛形ホームによる3面4線の高架駅である。
駅舎内外の荘厳さに対し、現在のホーム階の様子は一見すると至って「普通」に見える（後述）。
1・2番線は鳥羽方が行き止まりになっており、当駅での折り返し列車が使用する。ホーム有効長は6両編成まで対応するが、1番線は伊勢中川寄りにホーム柵を設置しているため、4両編成以下の列車のみが使用する。
3・4番線のみが鳥羽・賢島方面に通じており、鳥羽・賢島方面行きは3番線を使用する。なお、3番線からも伊勢中川方面への折り返しは可能であり、当駅で折り返す優等列車や団体貸切列車・臨時列車・明星車庫への回送列車が7両 - 10両編成になった場合、有効長10両の当駅3番線か五十鈴川駅まで回送されて折り返す。
2・3番線ホーム中ほどと4番線ホーム伊勢中川寄りに待合室がある。4番線ホームには売店（ファミリーマート近鉄宇治山田駅4番ホーム店）があり、ファミリーマートは1階のショッピングセンター「Time's Place うじやまだ」にも出店している（ファミリーマート近鉄宇治山田駅改札外店）。
当駅の線形は、伊勢中川方面から1・2番線へほぼまっすぐ入線する形になっている一方、3・4番線は右へカーブしている。これは元々行き止まり式だったところへ、後から鳥羽線を山田線から直通できるようにしてつなげたためである。信号機上では3番線が下り本線である。

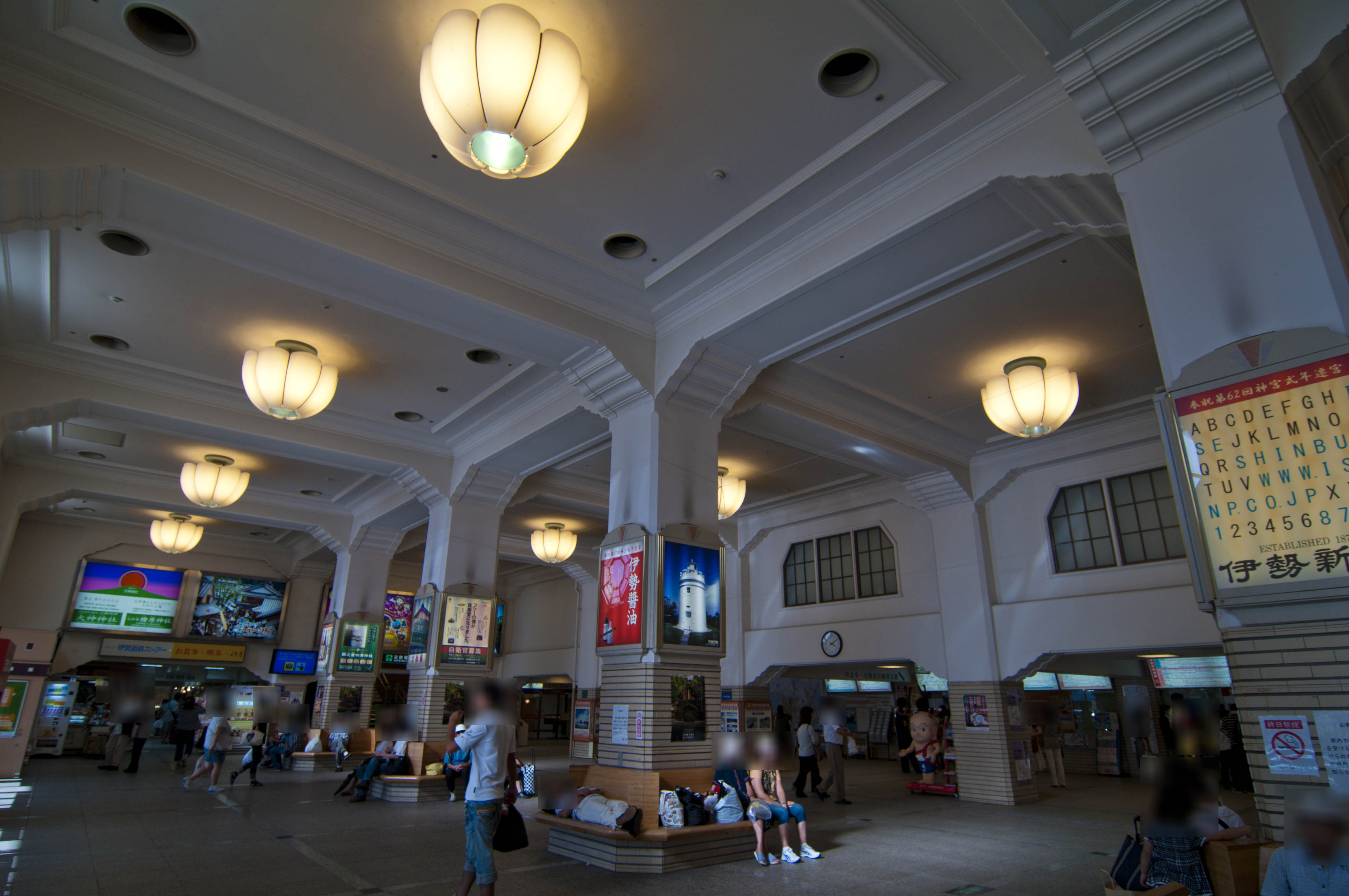
駅構内（1階コンコース）
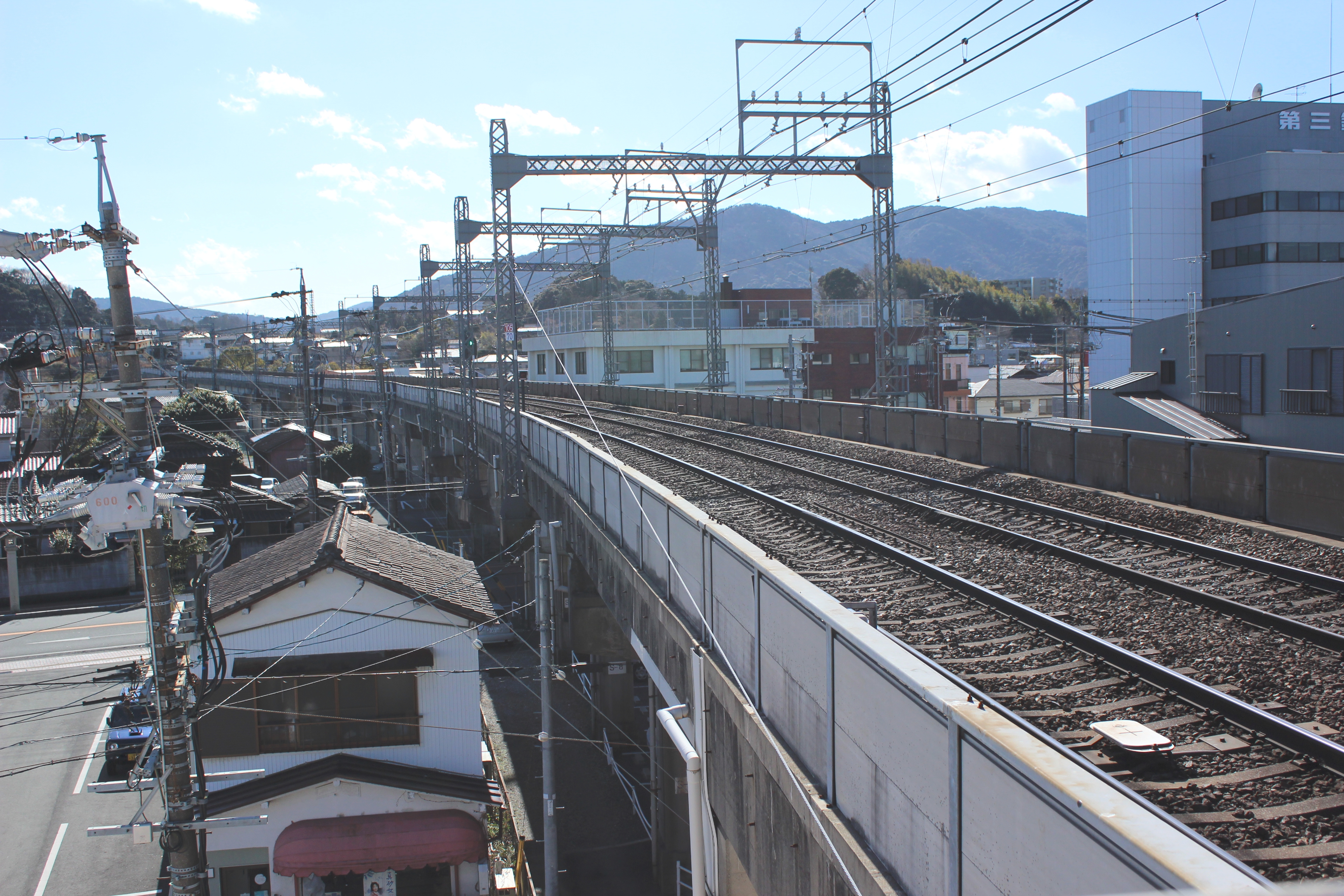
延伸側

### 転車台と火の見櫓

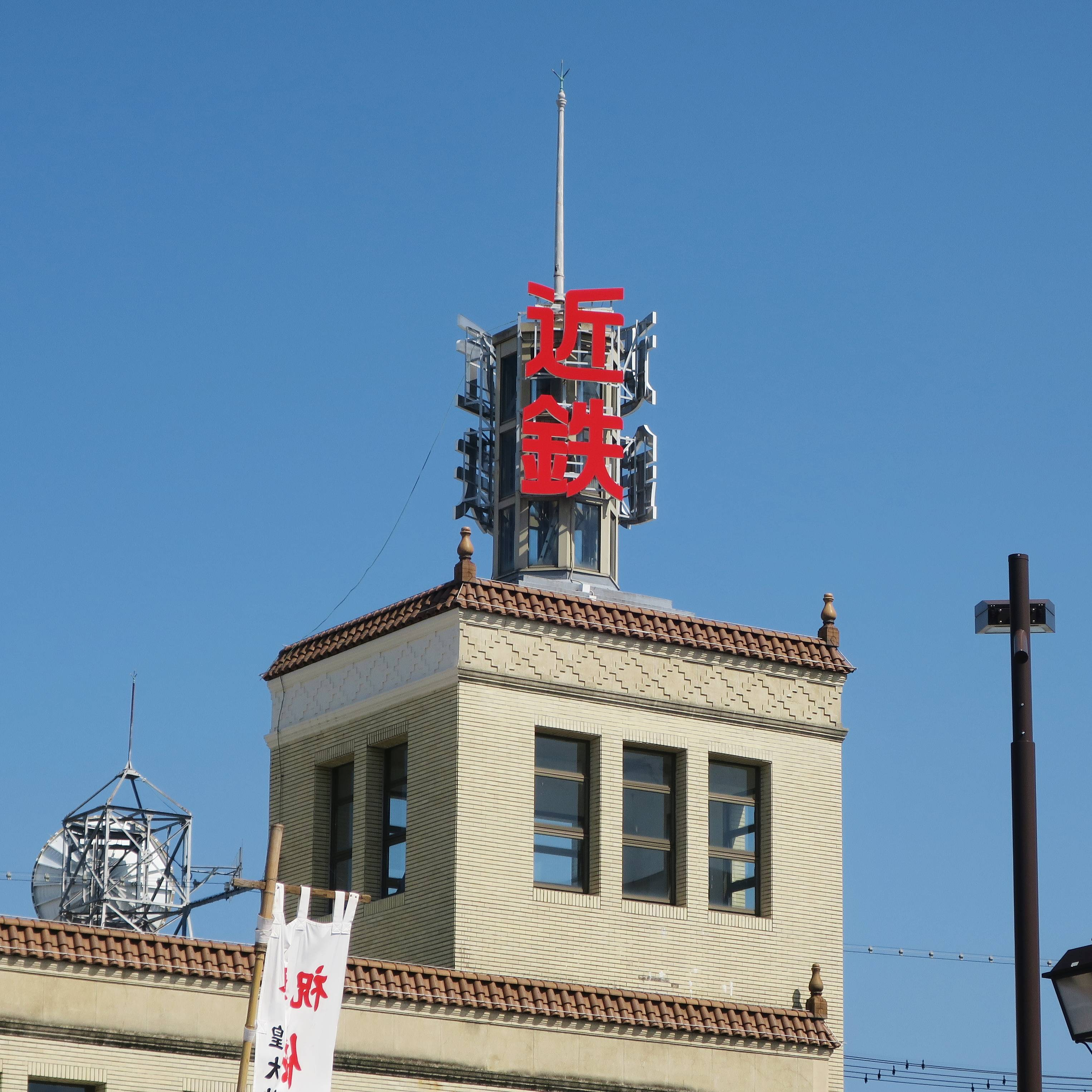
塔屋

1番線の外側には地上とスロープでつながる通路があり、その先端には空中に突き出すような形で転車台が設置されている。これらは、鳥羽線開業以前に賢島方面へ向かう際の乗り換えの便宜を図るために設置された設備の遺構で、スロープを上ってきたバスが転車台で方向転換していた。鳥羽行や賢島行の特急バスが乗り入れ、当駅到着の特急列車と接続していた。1961年（昭和36年）に供用を開始し、一時中断を挟みながらも鳥羽線開業後も定期観光バスが乗り入れ、観光客の便宜を図っていたが、1994年（平成6年）を最後に使用されていない
。2016年（平成28年）6月11日放送の『ブラタモリ』（NHK総合テレビ）でタモリらがここまでバスで乗り入れた。近鉄特急史も参照のこと。
建物南端の塔屋はもともと火の見櫓を兼ねており、1936年（昭和11年）から1968年（昭和43年）まで駅構内に伊勢市の消防本部（設置当初は消防組常備部）を置いていた。通信手段が未発達だった当時、市街を見渡せる塔屋は火災の発生を発見するために適し、当番員は1時間交代で警戒に当たっていた。1階には消防車の車庫も残っている。なお、塔屋は非公開である。

### のりば
| のりば | 路線                         | 行先                                           |
| ------ | ---------------------------- | ---------------------------------------------- |
| 1・2   | M 山田線（折り返し専用）     | 伊勢中川・白塚・近鉄名古屋・大阪難波・京都方面 |
| 3      | M 鳥羽線                     | 賢島方面                                       |
| 4      | M 山田線（鳥羽線からの直通） | 伊勢中川・白塚・近鉄名古屋・大阪難波・京都方面 |

### 宇治山田駅配線図
|            | ↑ （JR参宮線）鳥羽      |        |
|            | 宇治山田駅 構内配線略図 | → 鳥羽 |
|            | ↓ 伊勢中川              |        |
| 凡例 出典: |                         |        |

### 発券・改札機能

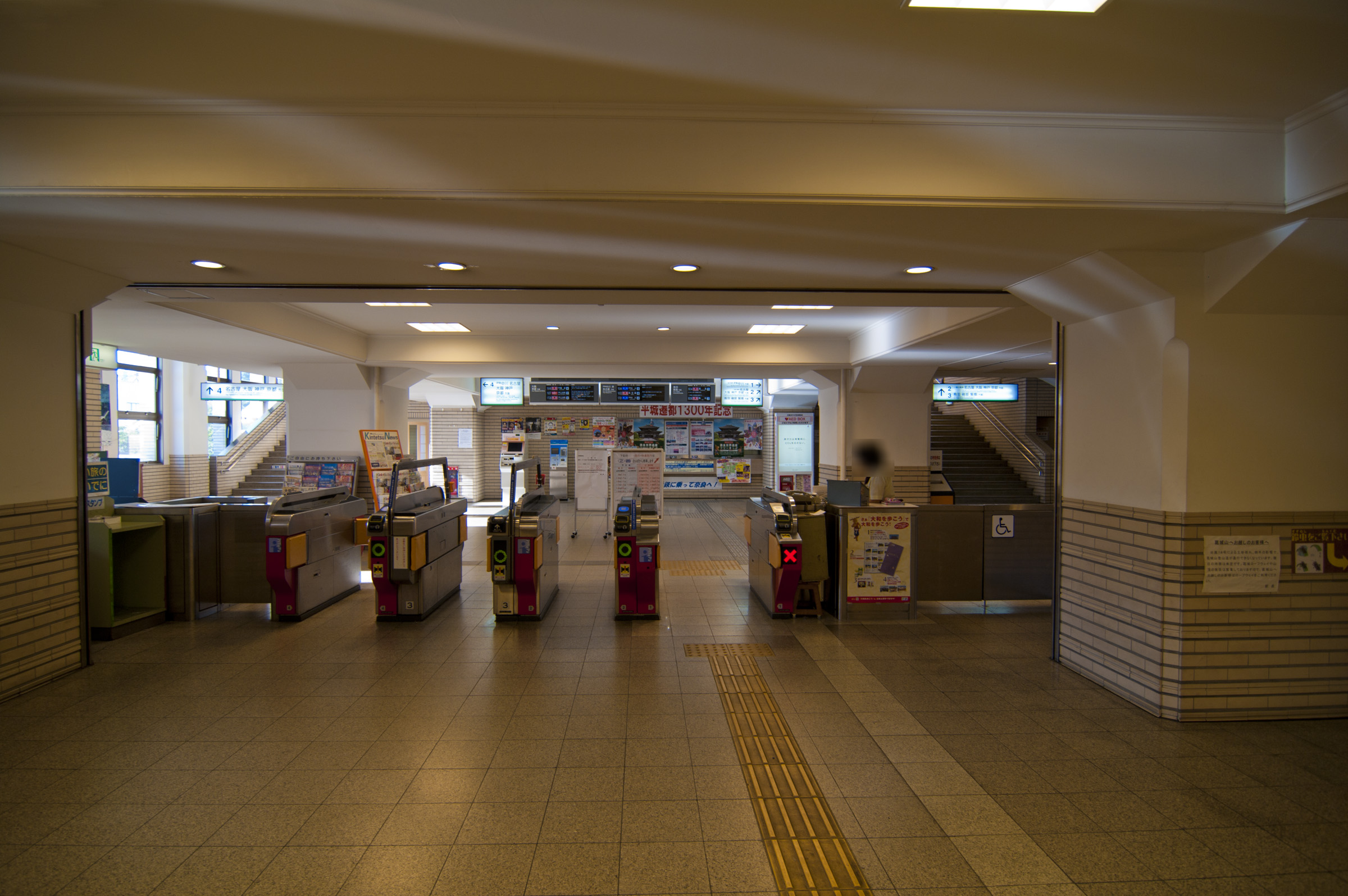
改札

- 特急券・定期券ともに窓口での発券に対応し、特急券・定期券自動券売機も設置されている[24]。
- PiTaPa・ICOCA対応の自動改札機および自動精算機（回数券カードに対応）が設置されている。自動精算機ではICカードへのチャージが可能で、これとは別にICカード入金機が設置されている（千円札のみ）。
- 通常は伊勢中川寄りの改札口のみが使用される[8]。鳥羽寄りに団体用の改札口が設置されているが、使用しないときは改札に通じる階段とともに閉鎖されている[8]。団体用改札口は修学旅行生が利用するほか、年末年始の多客期に開放されることがある[8]。2012年（平成24年）4月から5月にかけてこの改札口に付属する待合室が宮澤正明の写真展会場となり、一般開放された[8]。

### Time's Place うじやまだ
Time's Place うじやまだ（タイムス プレイス うじやまだ）は、第62回神宮式年遷宮（2013年）に合わせて2012年に開業した駅構内のショッピングモール。「近鉄伊勢ストアー」をリニューアルする形で開業した。2013年8月13日から電子マネー（iD、PiTaPa・ICOCAほか交通系ICカード）払いに対応した。
赤福やミキモトなどの土産物店や飲食店が11店出店する。テナントのファミリーマート近鉄宇治山田駅改札外店では通常の商品に加え、土産物も取り扱う。このほか、50000系しまかぜや23000系伊勢志摩ライナー、5200系などを走らせる 鉄道ジオラマゲームと百五銀行の現金自動預け払い機（ATM）が置かれている。
Time's Place うじやまだのほか、駅1階には伊勢市の宇治山田駅観光案内所、ニッポンレンタカー伊勢志摩・近鉄宇治山田営業所、近畿日本ツーリスト中部・宇治山田駅営業所などがある。

## ダイヤ面
- 甲特急と観光特急「しまかぜ」を含めた全定期旅客列車が停車する[34]
- 2020年3月13日まで運行されていた行商人専用の鮮魚列車の始発駅であった[29]。

特急列車の詳細
- ほぼ終日に渡って当駅を発着とする乙特急が設定されている[34]。この関係で、賢島方面発着の特急列車と相互接続を行っており、甲特急と乙特急の接続も当駅にて行う[34]。
  - 阪伊乙特急は早朝に当駅始発が数本、朝方から正午過ぎにかけて当駅2番線折り返しが毎時1本設定されている[34]。
  - 名伊乙特急は朝方から正午過ぎにかけて当駅終着が毎時1本、朝ラッシュ時に当駅始発、夕ラッシュ時に当駅終着の列車が毎時1 - 2本設定されている[34]。この内、日中の終着列車については当駅終着後に五十鈴川駅に回送されて折り返し五十鈴川駅始発として運転されている[34]。
- かつて特急については当駅始発であってもすべて4番線からの発車となっていたが、2010年3月のダイヤ変更により、鳥羽駅発着特急の区間を短縮する形で、日中にも当駅始発の特急が設定されることになったため、該当する特急列車は一部を除いて2番線で折り返すことになった。なお、当駅発着となる日中の特急列車は繁忙期には五十鈴川駅始発も含めて鳥羽駅発着に変更されるため、賢島駅発着列車との接続駅も鳥羽駅となっている[34]。
- 2011年度までは当駅発名古屋行き特急があったが、2012年度より当駅着特急を五十鈴川まで回送、五十鈴川発へと変更した。なお臨時列車では当駅発名古屋行き特急が設定されることもある。

一般列車 (急行系列車)
- 朝方と夕方以降に当駅発着の列車が設定されており[34]、当駅始発列車は2番線折り返しと4番線始発列車が混在している[35]。
  - 大阪方面へは、早朝と夕方に当駅始発の急行、朝方と夕方以降に当駅終着の快速急行（平日1本のみ）・急行が設定されている[34]。
  - 名古屋方面へは、朝方と夕方以降に当駅始発の急行、夕方に当駅終着の急行が設定されている[34]。
- 2010年3月のダイヤ変更によって、2番線で折り返していた快速急行・急行の多くは日中に限り、当駅 - 五十鈴川駅間を回送して折り返すのが基本となったが（日中以外は従来通り2番線で折り返す）、2014年9月21日ダイヤ変更からは一部時間帯を除いて営業運転で五十鈴川駅まで運転されるようになった。

一般列車 (普通列車)
- 朝と夕方に当駅発着が数本設定されているのみで、大多数の列車が通し運転されている[34]。
  - 伊勢中川方面へは、概ね毎時1本の列車が折り返し運転を行っており、平日早朝に1本のみ名古屋線白塚駅まで運転されている[34]。急行と同様に1番・2番線折り返しと4番線始発列車が混在している[35]。2003年までは大阪線名張駅・東青山駅に直通する列車も設定されていた。
  - 鳥羽方面へは、毎日朝に当駅4番線終着の普通列車が1本設定されている[34]。

## 利用状況
朝夕は地域住民の利用が多い一方、通年で観光客に利用されている。利用者に占める観光客の割合はおよそ3割である。20年に1度の神宮式年遷宮の行われる年には利用者が大きく増える傾向にある。「三重県統計書」によると、1日の平均乗車人員は以下の通りである。
| 年度   | 一日平均 乗車人員 |
| ------ | ----------------- |
| 1997年 | 6,851             |
| 1998年 | 6,491             |
| 1999年 | 6,108             |
| 2000年 | 5,880             |
| 2001年 | 5,823             |
| 2002年 | 5,744             |
| 2003年 | 5,594             |
| 2004年 | 5,524             |
| 2005年 | 5,440             |
| 2006年 | 5,417             |
| 2007年 | 5,373             |
| 2008年 | 5,404             |
| 2009年 | 5,235             |
| 2010年 | 5,238             |
| 2011年 | 5,406             |
| 2012年 | 5,551             |
| 2013年 | 6,699             |
| 2014年 | 6,159             |
| 2015年 | 5,950             |
| 2016年 | 5,825             |
| 2017年 | 5,759             |
| 2018年 | 5,562             |
| 2019年 | 5,484             |
| 2020年 | 3,981             |
| 2021年 | 3,818             |
| 2022年 | 4,160             |
| 2023年 | 4,313             |

宇治山田駅の利用状況の変遷を下表に示す。
- 輸送実績（乗車人員）の単位は人であり、年度での総計値を示す。年度間の比較に適したデータである。
- 乗降人員調査結果は任意の1日における値（単位：人）である[39]。調査日の天候・行事等の要因によって変動が大きいので年度間の比較には注意を要する[40]。
- 表中、最高値を赤色で、最高値を記録した年度以降の最低値を青色で最高値を記録した年度以前の最低値を緑色で表記している。

| 年度別利用状況（宇治山田駅） | 年度別利用状況（宇治山田駅）         | 年度別利用状況（宇治山田駅）         | 年度別利用状況（宇治山田駅）         | 年度別利用状況（宇治山田駅）         | 年度別利用状況（宇治山田駅） | 年度別利用状況（宇治山田駅） | 年度別利用状況（宇治山田駅） |
| 年度                         | 当駅分輸送実績（乗車人員）：人／年度 | 当駅分輸送実績（乗車人員）：人／年度 | 当駅分輸送実績（乗車人員）：人／年度 | 当駅分輸送実績（乗車人員）：人／年度 | 乗降人員調査結果:人／日      | 乗降人員調査結果:人／日      | 特記事項                     |
| ---------------------------- | ------------------------------------ | ------------------------------------ | ------------------------------------ | ------------------------------------ | ---------------------------- | ---------------------------- | ---------------------------- |
| 年度                         | 通勤定期                             | 通学定期                             | 定期外                               | 合 計                                | 調査日                       | 調査結果                     | 特記事項                     |
| 1950年（昭和25年）           | 812,970                              | ←←←←                                 | 600,809                              | 1,413,779                            |                              |                              |                              |
| 1951年（昭和26年）           | 928,290                              | ←←←←                                 | 826,587                              | 1,754,877                            |                              |                              |                              |
| 1952年（昭和27年）           | 821,520                              | ←←←←                                 | 885,202                              | 1,706,722                            |                              |                              |                              |
| 1953年（昭和28年）           | 845,550                              | ←←←←                                 | 1,203,625                            | 2,049,175                            |                              |                              |                              |
| 1954年（昭和29年）           | 888,990                              | ←←←←                                 | 1,306,974                            | 2,195,964                            |                              |                              |                              |
| 1955年（昭和30年）           | 952,020                              | ←←←←                                 | 1,343,424                            | 2,295,444                            |                              |                              |                              |
| 1956年（昭和31年）           | 1,053,060                            | ←←←←                                 | 1,335,825                            | 2,388,885                            |                              |                              |                              |
| 1957年（昭和32年）           | 1,107,630                            | ←←←←                                 | 1,401,001                            | 2,508,631                            |                              |                              |                              |
| 1958年（昭和33年）           | 1,291,346                            | ←←←←                                 | 1,394,820                            | 2,686,166                            |                              |                              |                              |
| 1959年（昭和34年）           | 1,181,940                            | ←←←←                                 | 1,402,461                            | 2,584,401                            |                              |                              |                              |
| 1960年（昭和35年）           | 1,312,350                            | ←←←←                                 | 1,612,434                            | 2,924,784                            |                              |                              |                              |
| 1961年（昭和36年）           | 1,440,270                            | ←←←←                                 | 1,759,170                            | 3,199,440                            |                              |                              |                              |
| 1962年（昭和37年）           | 1,597,500                            | ←←←←                                 | 1,861,985                            | 3,459,485                            |                              |                              |                              |
| 1963年（昭和38年）           | 1,680,630                            | ←←←←                                 | 1,857,037                            | 3,537,667                            |                              |                              |                              |
| 1964年（昭和39年）           | 1,966,710                            | ←←←←                                 | 1,965,026                            | 3,931,736                            |                              |                              |                              |
| 1965年（昭和40年）           | 2,163,000                            | ←←←←                                 | 2,000,284                            | 4,163,284                            |                              |                              |                              |
| 1966年（昭和41年）           | 2,150,020                            | ←←←←                                 | 1,896,963                            | 4,046,983                            |                              |                              |                              |
| 1967年（昭和42年）           | 2,209,410                            | ←←←←                                 | 2,066,222                            | 4,275,632                            |                              |                              |                              |
| 1968年（昭和43年）           | 2,120,640                            | ←←←←                                 | 2,311,623                            | 4,432,263                            |                              |                              |                              |
| 1969年（昭和44年）           | 2,185,800                            | ←←←←                                 | 2,268,834                            | 4,454,634                            |                              |                              | 鳥羽方面延伸開業             |
| 1970年（昭和45年）           | 2,286,780                            | ←←←←                                 | 1,937,288                            | 4,224,068                            |                              |                              |                              |
| 1971年（昭和46年）           | 2,211,270                            | ←←←←                                 | 1,843,079                            | 4,054,349                            |                              |                              |                              |
| 1972年（昭和47年）           | 2,232,330                            | ←←←←                                 | 1,893,037                            | 4,125,367                            |                              |                              |                              |
| 1973年（昭和48年）           | 2,210,220                            | ←←←←                                 | 2,290,366                            | 4,500,586                            |                              |                              |                              |
| 1974年（昭和49年）           | 2,168,130                            | ←←←←                                 | 1,857,676                            | 4,025,806                            |                              |                              |                              |
| 1975年（昭和50年）           | 2,063,010                            | ←←←←                                 | 1,705,927                            | 3,768,937                            |                              |                              |                              |
| 1976年（昭和51年）           | 1,936,950                            | ←←←←                                 | 1,640,972                            | 3,577,922                            |                              |                              |                              |
| 1977年（昭和52年）           | 1,879,800                            | ←←←←                                 | 1,630,118                            | 3,509,918                            |                              |                              |                              |
| 1978年（昭和53年）           | 1,804,410                            | ←←←←                                 | 1,643,363                            | 3,447,773                            |                              |                              |                              |
| 1979年（昭和54年）           | 1,850,250                            | ←←←←                                 | 1,654,913                            | 3,505,163                            |                              |                              |                              |
| 1980年（昭和55年）           | 2,028,090                            | ←←←←                                 | 1,632,817                            | 3,660,907                            |                              |                              |                              |
| 1981年（昭和56年）           | 1,988,400                            | ←←←←                                 | 1,589,525                            | 3,577,925                            |                              |                              |                              |
| 1982年（昭和57年）           | 1,950,750                            | ←←←←                                 | 1,574,499                            | 3,525,249                            | 11月16日                     | 11,842                       |                              |
| 1983年（昭和58年）           | 1,975,590                            | ←←←←                                 | 1,549,540                            | 3,525,130                            | 11月8日                      | 12,791                       |                              |
| 1984年（昭和59年）           | 1,937,430                            | ←←←←                                 | 1,517,168                            | 3,454,598                            | 11月6日                      | 12,857                       |                              |
| 1985年（昭和60年）           | 1,961,670                            | ←←←←                                 | 1,489,218                            | 3,450,888                            | 11月12日                     | 11,898                       |                              |
| 1986年（昭和61年）           | 1,957,740                            | ←←←←                                 | 1,456,212                            | 3,413,952                            | 11月11日                     | 11,614                       |                              |
| 1987年（昭和62年）           | 1,901,310                            | ←←←←                                 | 1,410,833                            | 3,312,143                            | 11月10日                     | 12,557                       |                              |
| 1988年（昭和63年）           | 1,905,660                            | ←←←←                                 | 1,394,250                            | 3,299,910                            | 11月8日                      | 11,720                       |                              |
| 1989年（平成元年）           | 1,835,730                            | ←←←←                                 | 1,410,094                            | 3,245,824                            | 11月14日                     | 11,500                       |                              |
| 1990年（平成2年）            | 1,831,770                            | ←←←←                                 | 1,429,671                            | 3,261,441                            | 11月6日                      | 12,713                       |                              |
| 1991年（平成3年）            | 1,821,330                            | ←←←←                                 | 1,423,309                            | 3,244,639                            |                              |                              |                              |
| 1992年（平成4年）            | 1,826,190                            | ←←←←                                 | 1,328,496                            | 3,154,686                            | 11月10日                     | 11,370                       |                              |
| 1993年（平成5年）            | 1,792,890                            | ←←←←                                 | 1,504,280                            | 3,297,170                            |                              |                              |                              |
| 1994年（平成6年）            | 1,746,330                            | ←←←←                                 | 1,314,634                            | 3,060,964                            |                              |                              |                              |
| 1995年（平成7年）            | 1,691,370                            | ←←←←                                 | 1,207,395                            | 2,898,765                            | 12月5日                      | 10,903                       |                              |
| 1996年（平成8年）            | 1,577,850                            | ←←←←                                 | 1,139,281                            | 2,717,131                            |                              |                              |                              |
| 1997年（平成9年）            | 1,464,990                            | ←←←←                                 | 1,035,633                            | 2,500,623                            |                              |                              |                              |
| 1998年（平成10年）           | 1,404,150                            | ←←←←                                 | 964,971                              | 2,369,121                            |                              |                              |                              |
| 1999年（平成11年）           | 1,345,620                            | ←←←←                                 | 889,962                              | 2,235,582                            |                              |                              |                              |
| 2000年（平成12年）           | 1,316,190                            | ←←←←                                 | 830,096                              | 2,146,286                            |                              |                              |                              |
| 2001年（平成13年）           | 1,297,170                            | ←←←←                                 | 828,304                              | 2,125,474                            |                              |                              |                              |
| 2002年（平成14年）           | 1,304,790                            | ←←←←                                 | 791,705                              | 2,096,495                            |                              |                              |                              |
| 2003年（平成15年）           | 1,284,060                            | ←←←←                                 | 763,329                              | 2,047,389                            |                              |                              |                              |
| 2004年（平成16年）           | 1,285,380                            | ←←←←                                 | 730,896                              | 2,016,276                            |                              |                              |                              |
| 2005年（平成17年）           | 1,266,270                            | ←←←←                                 | 719,383                              | 1,985,653                            | 11月8日                      | 9,170                        |                              |
| 2006年（平成18年）           | 1,247,490                            | ←←←←                                 | 729,574                              | 1,977,064                            |                              |                              |                              |
| 2007年（平成19年）           | 1,221,930                            | ←←←←                                 | 744,410                              | 1,966,340                            |                              |                              |                              |
| 2008年（平成20年）           | 1,234,170                            | ←←←←                                 | 738,356                              | 1,972,526                            | 11月18日                     | 8,252                        |                              |
| 2009年（平成21年）           | 1,208,400                            | ←←←←                                 | 702,198                              | 1,910,598                            |                              |                              |                              |
| 2010年（平成22年）           | 1,206,900                            | ←←←←                                 | 705,070                              | 1,911,970                            | 11月9日                      | 8,382                        |                              |
| 2011年（平成23年）           | 1,261,830                            | ←←←←                                 | 716,603                              | 1,978,433                            |                              |                              |                              |
| 2012年（平成24年）           | 1,289,130                            | ←←←←                                 | 737,109                              | 2,026,239                            | 11月9日                      | 8,403                        |                              |
| 2013年（平成25年）           | 1,331,190                            | ←←←←                                 | 1,113,882                            | 2,445,072                            |                              |                              |                              |
| 2014年（平成26年）           | 1,296,960                            | ←←←←                                 | 950,898                              | 2,247,858                            |                              |                              |                              |
| 2015年（平成27年）           |                                      | ←←←←                                 |                                      |                                      | 11月10日                     | 8,870                        |                              |
| 2016年（平成28年）           |                                      | ←←←←                                 |                                      |                                      |                              |                              |                              |
| 2017年（平成29年）           |                                      | ←←←←                                 |                                      |                                      |                              |                              |                              |
| 2018年（平成30年）           |                                      | ←←←←                                 |                                      |                                      | 11月13日                     | 8,650                        |                              |
| 2021年（令和3年）            |                                      | ←←←←                                 |                                      |                                      | 11月9日                      | 6,812                        |                              |
| 2022年（令和4年）            |                                      | ←←←←                                 |                                      |                                      | 11月8日                      | 6,697                        |                              |
| 2023年（令和5年）            |                                      | ←←←←                                 |                                      |                                      | 11月7日                      | 6,352                        |                              |

## 駅周辺
- 伊勢神宮豊受大神宮（外宮）
- 伊勢市役所
- 伊勢市観光文化会館
- 伊勢郵便局
- 度会府庁跡
- 沢村栄治生家跡
- 隠岡遺跡
- 伊勢市駅
- 虎尾山
- 世義寺
- 三十三銀行 伊勢支店
- 百五銀行 伊勢支店
- みずほ銀行 伊勢支店

高度成長期に駅前周辺を再開発する計画があったが、駅前の明倫商店街の反対にあい、再開発は実現する事が出来なかった。バブル期に再び計画が持ち上がり、1991年（平成3年）に近鉄をキーテナントとして、伊勢市観光文化会館の建て替えと一体化した再開発計画が決定した。しかし、バブル崩壊で近鉄は手を引き、2001年（平成13年）に計画は中止された。

## バス路線
駅前ロータリーに「宇治山田駅前」停留所があり、三重交通などの路線が発着する。なお、高速バスは駅前を通る道路上に「近鉄宇治山田駅」停留所が設けられている。
| 宇治山田駅前   | 宇治山田駅前           | 宇治山田駅前 | 宇治山田駅前                                                                                                   |
| 乗り場         | 運行事業者             | 系統または路線名・行先 | 備考 |
| -------------- | ---------------------- | --- | --- |
| 1              | 三重交通               | 01・07：内宮前 / 浦田町 02・08：浦田町 51：内宮前 / 五十鈴川駅前 55：内宮前 CANばす：外宮前 / 鳥羽水族館                                                          | 07：浦田町行きは午前のみ。本数わずか 08：（浦田町行きは）午後のみ。本数わずか 51：五十鈴川駅前行きは学休日運休 |
| 2              | 三重交通               | 03・04・07・41・51：伊勢市駅 25：田間 / 注連指（） 31：南島道方 60：伊勢市駅 / 御座港 62：御座港 70：伊勢市駅 / 宿浦 80：五ヶ所                                   | 25：平日夕方に1往復のみ。学休日運休 31：本数わずか。うち1便は学休日運休                                        |
| 2              | 三交伊勢志摩交通       | 13：伊勢市駅 | |
| 2              | 伊勢市コミュニティバス | 辻久留・藤里ルート：伊勢市役所正面 / 大倉うぐいす台 | |
| 3              | 三重交通               | 01・60・70：伊勢赤十字病院 02：度会町役場前 07・08：大倉うぐいす台 12：土路                                                                                       | 02：夜1便のみ。学休日運休                                                                                      |
| 3              | 三交伊勢志摩交通       | 13：有滝 | |
| 4              | 三重交通               | 12：今一色 25・26：山商前 31：山商前 / 伊勢病院前 / イオン伊勢店 41：鳥羽バスセンター                                                                             | 山商前行き：学休日運休                                                                                         |
| 4              | 三交伊勢志摩交通       | 13：イオン伊勢店 | |
| 5              |                        | | 臨時乗り場 （駅前道路沿い）                                                                                    |
| 6              |                        | | 臨時乗り場 （駅前道路沿い）                                                                                    |
| 近鉄宇治山田駅 |                        | | |
| -              | 青木バス               | あおぞらライナー 横浜YC / 東京駅 / 大宮駅西口 / 名取駅 / 仙台駅 名古屋駅ミッドランドスクエア前 / 金沢駅西口 道の駅富士川 / 山中湖 / 河口湖役場前 / 石和温泉駅北口 | 夜行高速バス （臨時路線を含む）                                                                                |

## その他
当駅の電報略号は「ウヤ」となっている。本来「ウヤ」は「運転休み」の略、つまり運休のことを指すが、近鉄では当駅と区別するため、運休（近鉄では「運転取り消し」という）は「トケ」と称する。

## 隣の駅
近畿日本鉄道
- □特急停車駅・発着駅[43]

M 山田線
■快速急行（下りのみ運転）・■急行・■普通
伊勢市駅 (M73) - 宇治山田駅 (M74)
M 鳥羽線
■快速急行（下りのみ運転）・■急行・■普通
宇治山田駅 (M74) - 五十鈴川駅 (M75)